# Federazione internazionale di filatelia
La Federazione internazionale di filatelia (Fédération internationale de philatélie, FIP) fu fondata a Parigi il 16 luglio 1926 dalle numerose federazioni filateliche nazionali per tutelare gli interessi dei collezionisti e favorire la diffusione della filatelia.
La sede della Federazione si trova a Zurigo, in Svizzera.

## Mission
La federazione svolge il compito di patrocinare le esposizioni internazionali di filatelia che si svolgono in diverse nazioni ogni anno (in Italia notevole rilievo ebbe l'Esposizione di Genova '92).
Durante le esposizioni internazionali sono esposte collezioni suddivise in classi di gara, stabilite da regolamenti FIP, che vengono valutate e premiate con medaglie.
Aderisce al sistema di numerazione del WADP (WNS), un database internazionale di francobolli contro le falsificazioni.